# Phonsavan

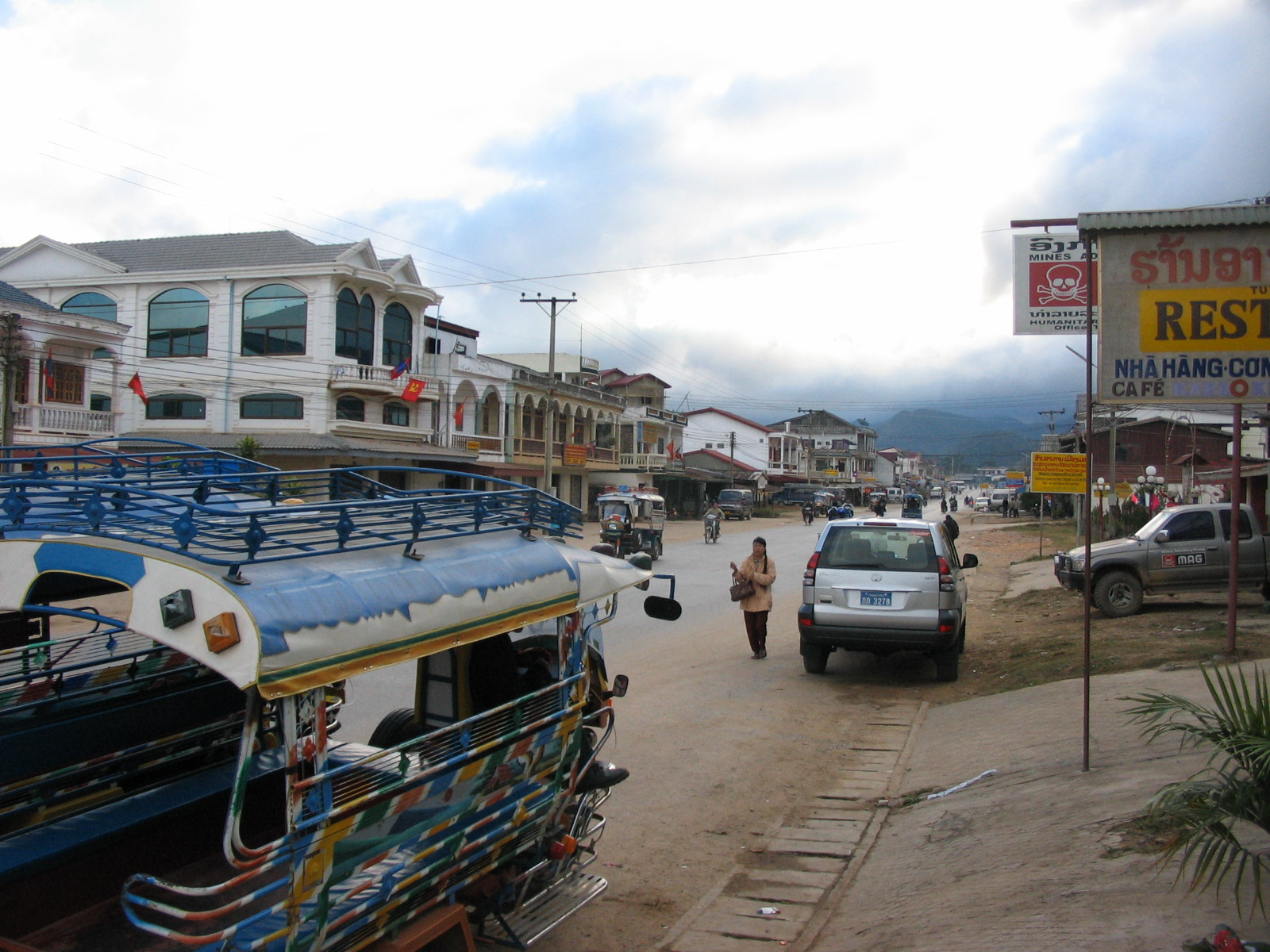
Trung tâm của quận trung tâm hành chính của Phonsavan

Phonsavan (tiếng Lào: ໂພນສະຫວັນ), còn đọc là Phôn Xa Vẳn, là một huyện (muang) của Lào, dân số 57.000 người, và là tỉnh lỵ tỉnh Xiengkhuang.
Trung tâm của huyện được xây vào thập niên 1970 do tỉnh lỵ cũ của Xiengkhuang bị phá hủy nặng nề do cuộc chiến giữa quân đội Pathet Lào và lực lượng chống cộng người Lào do Hoa Kỳ hỗ trợ. Địa điểm du lịch nổi tiếng nhất của huyện này là Cánh đồng Chum gần bên với những cái chum đá nặng từ 600 kg đến 1 tấn.